# Fenomena
Fenomena è un gioco di ruolo italiano pubblicato per la prima volta da Inspired Device nel 2010; nel 2012 le meccaniche di base sono state distribuite sotto licenza Creative Commons con il nome di Systema. Nel 2024 sono stati pubblicati i primi due volumi della seconda edizione.

## Caratteristiche
Fenomena è un gioco di ruolo in cui i giocatori interpretano degli "Emissari", agenti di una misteriosa organizzazione chiamata "La Struttura". Il loro compito è investigare e contrastare gli effetti dello "Spectrum", una forza che sta erodendo la realtà e causando anomalie, creature mostruose e distorsioni spazio-temporali.
- Lo Spectrum è influenzato dall'"Omega[3]", un evento catastrofico imminente che rappresenta la fine o forse un nuovo inizio della realtà.
- Gli Emissari viaggiano attraverso le "Frequenze Secondarie", realtà parallele che riflettono diverse possibilità del mondo reale.
- Per aiutarsi nelle loro indagini, gli Emissari possono usare i "Thaumata", poteri paranormali acquisiti attraverso un contratto con La Struttura.
- Durante le loro missioni, gli Emissari incontrano diversi "Artefatti del Reale", oggetti comuni che hanno acquisito proprietà insolite a causa dell'influenza dello Spectrum.
- Inoltre, devono affrontare le "Aberrazioni", creature mostruose generate dalle emozioni e dalle paure degli esseri umani.
- Il gioco si svolge nel XXI secolo, in un mondo influenzato da internet e dai social media.
- L'ambientazione è modulare e può essere adattata a diversi contesti e scenari.

Fenomena incoraggia l'interpretazione, la collaborazione e la creatività dei giocatori, in un modo di gioco surreale.

## Manuali

### Prima edizione
- Vol. 0 • Systema, maggio 2012. 12 pagine. Manuale base del regolamento, contiene tutte le regole necessarie ai giocatori e al master. Scaricabile in PDF dal sito dell'editore.
- Vol. 1 • L'inizio della fine dell'inizio, novembre 2010. 74 pagine. Manuale avanzato del regolamento, contiene tutte le regole necessarie ai giocatori e al master (non necessita di Systema).
- Vol. 2 • La fine dell'inizio della fine, novembre 2010. 48 pagine. Manuale contenente diversi scenari pronti per essere giocati.
- Vol. 3 • Diversamente reale, febbraio 2012. 44 pagine. Manuale contenente regole opzionali e nuovi contenuti.

### Seconda edizione
- Vol. 1 • L'inizio della fine dell'inizio, novembre 2024. 80 pagine. Manuale del giocatore. ISBN 979-8392794430
- Vol. 2 • La fine dell'inizio della fine, novembre 2024. 162 pagine. Manuale dell'arbitro di gioco. ISBN 979-8339866749
- Erigramma: L'accessorio per l'Emissario, novembre 2024. 32 pagine. Accessorio di gioco.